# Instabilità di Rayleigh-Taylor

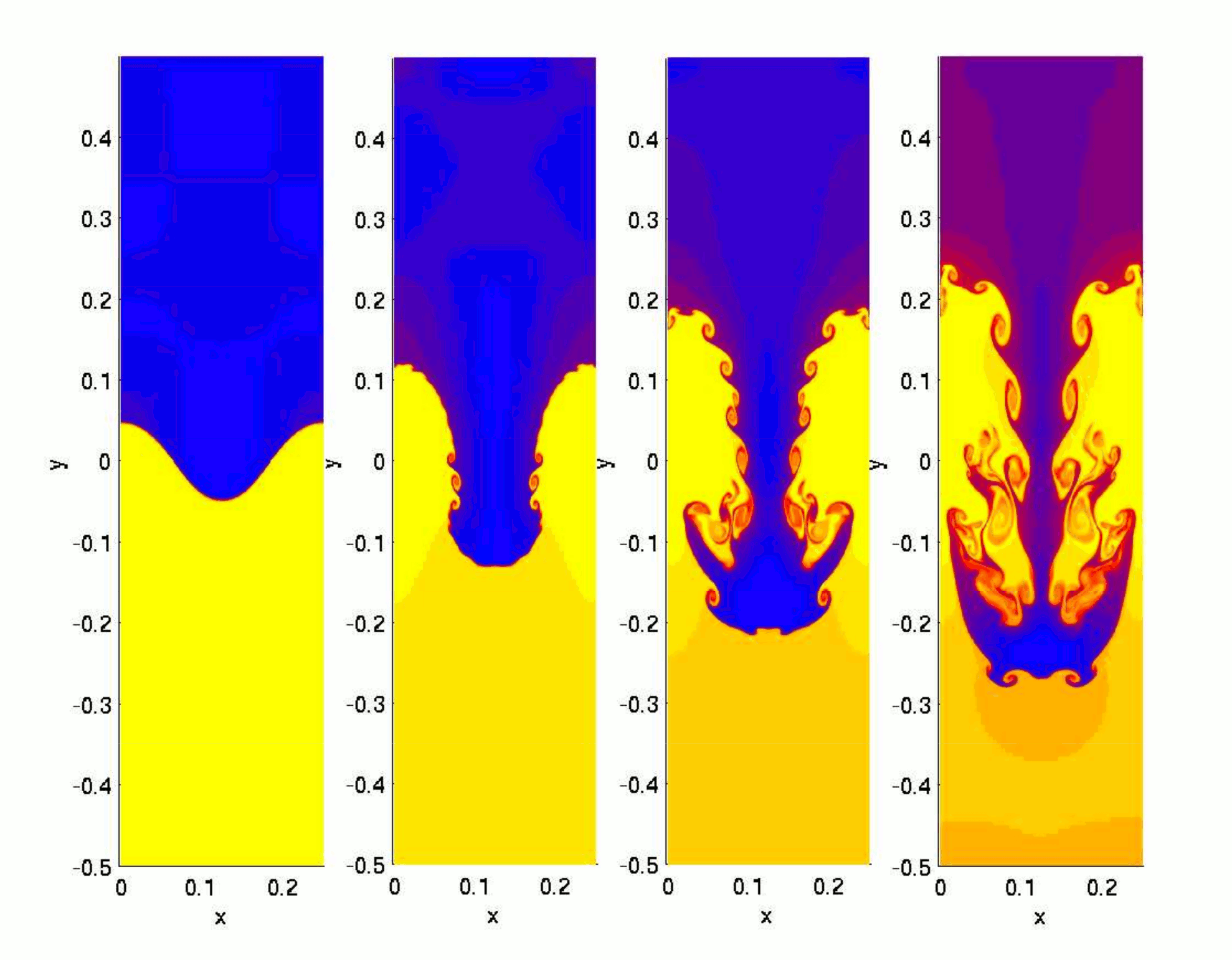
Simulazione fluidodinamica dell'evoluzione temporale di un'instabilità di Rayleigh-Taylor in configurazione Heavy-Top. Da notare anche delle instabilità di Kelvin-Helmholtz lungo l'interfaccia della porzione di fluido pesante discendendente e quello leggero ascendente. La gravità è intesa diretta dalle y positive a quelle negative.

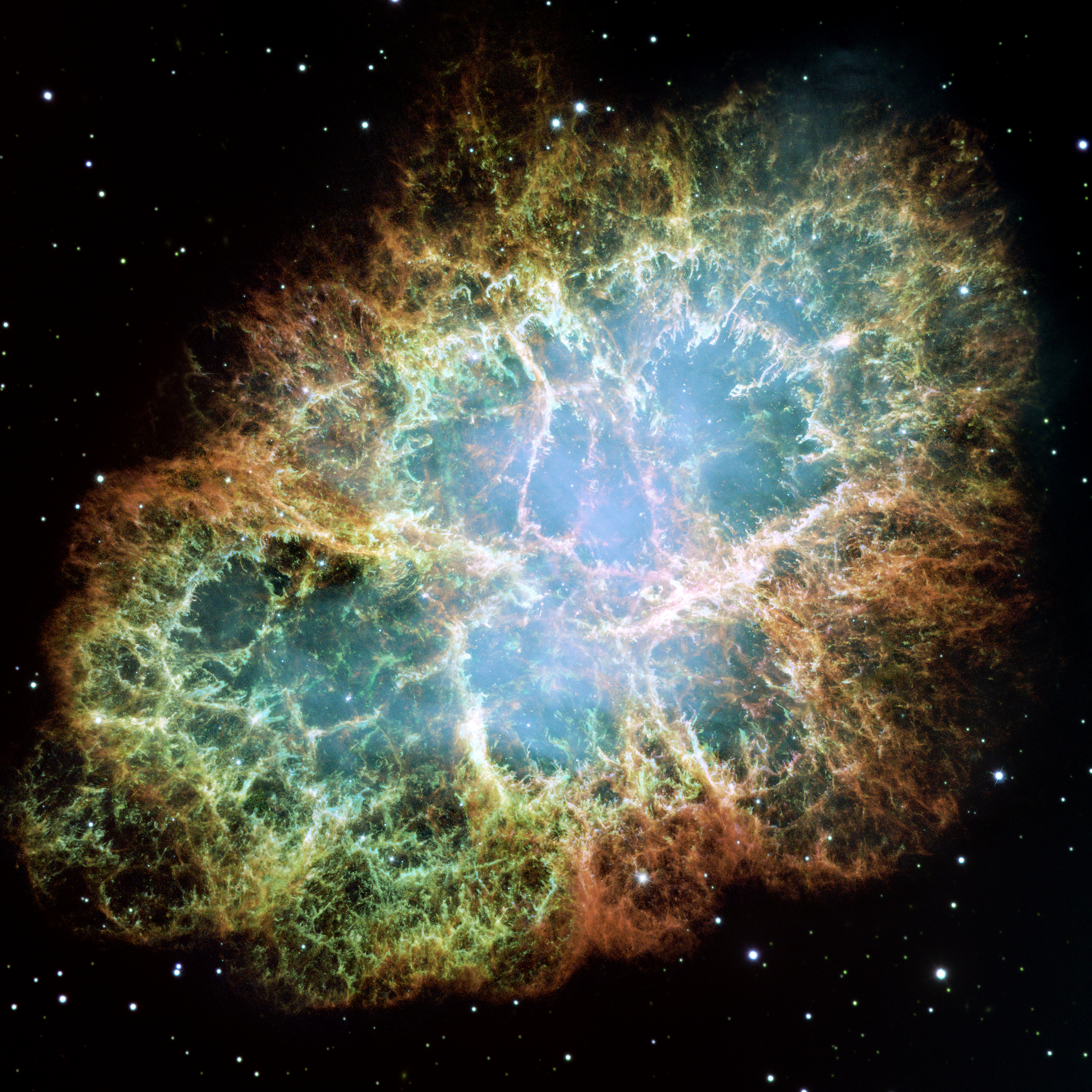
Instabilità RT evidente nella Nebulosa Granchio

L'instabilità di Rayleigh–Taylor, o instabilità RT (dai fisici Lord Rayleigh e G. I. Taylor), è un'instabilità di un'interfaccia tra due fluidi di diverse densità che avviene quando il fluido più leggero spinge il fluido più pesante. Esempi di ciò sono il comportamento dell'acqua sospesa sopra l'olio, i funghi atomici come quelli delle eruzioni vulcaniche e delle esplosioni nucleari atmosferiche, esplosioni di supernova nella quale il gas del nucleo che si espande viene accelerato contro il gas più denso dei gusci esterni, instabilità nei reattori di fusione al plasma e fusioni a confinamento inerziale.